# De Havilland DH.80 Puss Moth
Die De Havilland DH.80 Puss Moth war ein als Hochdecker ausgelegtes einmotoriges Reiseflugzeug des britischen Herstellers de Havilland Aircraft Company. Das von 1929 bis 1933 gebaute Modell bot Platz für zwei bis drei Personen. Es war mit einer Geschwindigkeit von annähernd 200 km/h eines der schnellsten Privatflugzeuge seiner Zeit, es war benannt nach dem englischen Begriff für den Großen Gabelschwanz.

## Geschichte
De Havilland entwickelte die DH.80 für die britische Privatfliegerei. Der noch weitgehend aus Holz bestehende Prototyp absolvierte am 9. September 1929 seinen Erstflug. Als Antrieb diente der neu entwickelte de Havilland Gipsy III-Reihenmotor. In der geschlossenen Pilotenkanzel befanden sich zwei hintereinander angeordnete Sitze.
Nach Abschluss der Testflüge entschied sich de Havilland für einen Rumpf aus mit Stoff bespannten Stahlrohren. Diese überarbeitete Version erhielt die Bezeichnung DH.80A Puss Moth. Das erste Serienmodell bestritt im März 1930 seinen Jungfernflug, um anschließend zu Werbezwecken nach Australien und Neuseeland gebracht zu werden.
Bis zum Produktionsende im März 1933 wurden 284 Exemplare gebaut, darunter 25 Modelle durch das Tochterunternehmen de Havilland Canada. Die DH.80A dienten überwiegend der Privatfliegerei. Einige wurden zur Luftpostbeförderung eingesetzt. Die meisten Flugzeuge erhielten den verbesserten Gipsy-Major-Motor. In der Passagierversion konnten außer dem Piloten zwei Fluggäste auf versetzt hintereinander angeordneten Plätzen untergebracht werden.
Mit der DH.80A wurden einige Flugrekorde aufgestellt. So gelang zwischen Juli und August 1931 ein Alleinflug von England nach Tokio in nur acht Tagen. Im gleichen Jahr benötigte ein Pilot nur 22 Stunden zur Überquerung des Südatlantiks in West-Ost-Richtung. Es war erst der zweite Alleinflug über den Atlantik. Den ersten transatlantischen Alleinflug von Ost nach West bestritt James Allan Mollison mit einer Puss Moth im August 1932 von Portmarnock Strand in Irland nach Pennfield Ridge in New Brunswick.
Die Puss Moth wurde ab 1933 durch die Leopard Moth abgelöst, die dank ihrer Sperrholzkonstruktion preisgünstiger hergestellt werden konnte.

## Militärische Nutzer
- Belgisch-Kongo

Force Publique
- Deutsches Reich: einige[2]
- Königreich Irak
- Kanada

Royal Canadian Air Force
- Unabhängiger Staat Kroatien
- Neuseeland

Royal New Zealand Air Force
- Spanien

Spanisch Republikanische Luftwaffe
- Spanien

Ejército del Aire
- Südafrika

South African Air Force
- Vereinigte Staaten

United States Navy: 1 Exemplar zur Verwendung bei der US-Botschaft in London
- Vereinigtes Königreich

Royal Air Force

## Technische Daten
| Kenngröße             | Daten                                                    |
| --------------------- | -------------------------------------------------------- |
| Besatzung             | 1                                                        |
| Passagiere            | 1–2                                                      |
| Länge                 | 7,60 m                                                   |
| Spannweite            | 11,20 m                                                  |
| Höhe                  | 2,10 m                                                   |
| Flügelfläche          | 20,6 m²                                                  |
| Leermasse             | 575 kg                                                   |
| Startmasse            | 932 kg                                                   |
| Höchstgeschwindigkeit | 196 km/h                                                 |
| Dienstgipfelhöhe      | 3330 m                                                   |
| Reichweite            | 483 km                                                   |
| Triebwerk             | ein Reihenmotor de Havilland Gipsy III mit 97 PS (71 kW) |